# Större trädklättrare
Större trädklättrare (Xiphocolaptes major) är en fågel i familjen ugnsfåglar inom ordningen tättingar.

## Utseende och läte
Större trädklättrare är en mycket stor trädklättrare med en massiv näbb. Fjäderdräkten är rätt enformigt kanelbrun med viss streckning på bröstet och svart tygel. Sången består av en fallande serie med dubblerade toner. Andra trädklättrare i artens utbredningsområde är mycket mindre, med streckad eller fläckad fjäderdräkt.

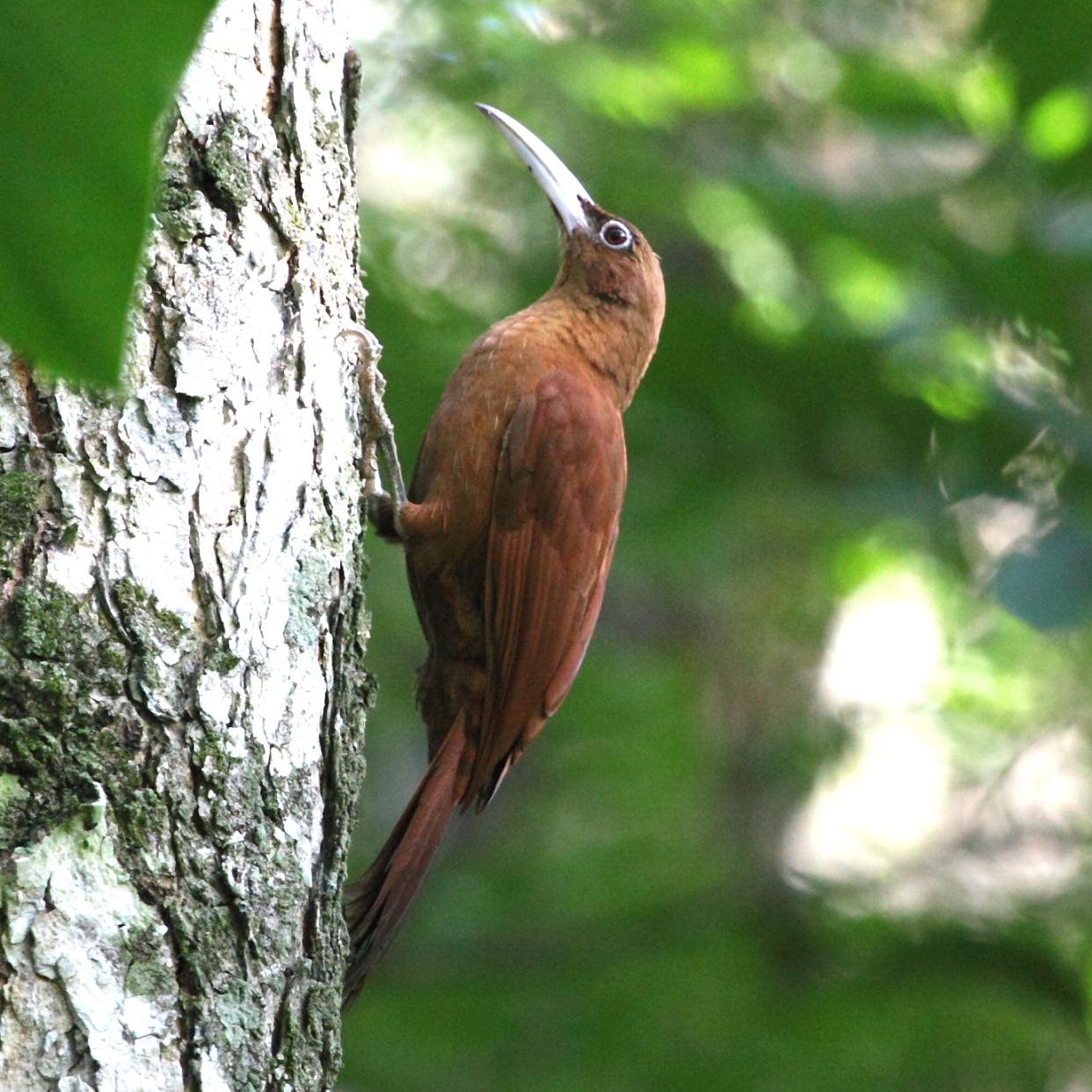

## Utbredning och systematik
Större trädklättrare delas in i fyra underarter med följande utbredning:
- Xiphocolaptes major castaneus – förekommer i sydvästra Brasilien Bolivia och nordvästra Argentina (östra Jujuy och norra Salta)
- Xiphocolaptes major remoratus – förekommer i sydvästra Brasilien (sydvästra Mato Grosso)
- Xiphocolaptes major major – förekommer från västra och centrala Paraguay till norra Argentina
- Xiphocolaptes major estebani – förekommer i nordvästra Argentina (Tucumán)

## Levnadssätt
Större trädklättrare hittas i torra skogar och galleriskog. Likt trädkrypare klättrar den uppför trädstammar på jakt efter insekter i barken, ofta i spiraler, varefter den flyger lågt till nästa stam för att påbörja en ny klättring. Den kan också ses födosöka på marken.

## Status och hot
Arten har ett stort utbredningsområde, men tros minska i antal, dock inte tillräckligt kraftigt för att den ska betraktas som hotad. Internationella naturvårdsunionen IUCN listar arten som livskraftig (LC).